# Грэм, Томми (футболист, 1905)
Томас Грэм (англ. Thomas Graham; 12 марта 1905 — 29 марта 1983), более известный как Томми Грэм (англ. Tommy Graham) — английский футболист, центральный хавбек. Выступал за клубы «Консетт» и «Ноттингем Форест». Также провёл два матча за национальную сборную Англии.

## Клубная карьера
Уроженец Медомзли (вблизи Консетта, графство Дарем), Томас начал футбольную карьеру в местной юношеской команде «Хамстерли Суифтс». Затем стал игроком клуба «Консетт», выступавшего в Северном альянсе (Northern Football Alliance), а затем в Северо-восточной лиге (North Eastern League). Проходил просмотр в клубе «Ньюкасл Юнайтед», однако контракт ему не предложили. В мае 1927 года перешёл в клуб Второго дивизиона Футбольной лиги «Ноттингем Форест» за 50 фунтов стерлингов. Выступал за команду до 1944 года, сыграв 390 матчей и забив 7 голов в лиге. Был капитаном команды. В 1944 году завершил карьеру игрока.

## Карьера в сборной
14 мая 1931 года дебютировал за национальную сборную Англии в товарищеском матче против сборной Франции. 17 октября того же года провёл свой второй и последний матч за национальную команду (против сборной Ирландии).
Также провёл два матча за сборную Футбольной лиги Англии (в сентябре и ноябре 1931 года).

### Список матчей за сборную Англии
| № | Дата            | Стадион                 | Соперник | Результат | Турнир                     |
| - | --------------- | ----------------------- | -------- | --------- | -------------------------- |
| 1 | 14 мая 1931     | «Коломб», Париж         | Франция  | 5:2       | Товарищеский матч          |
| 2 | 17 октября 1931 | «Уиндзор Парк», Белфаст | Ирландия | 6:2       | Домашний чемпионат 1931/32 |

Итого: 2 матча / 0 голов; 2 победы, 0 ничьих, 0 поражений

## Достижения
«Консетт»
- Победитель второго дивизиона Северного альянса: 1926/27
- Второе место во втором дивизионе Северного альянса: 1925/26

Сборная Англии
- Победитель Домашнего чемпионата: 1931/32